# RED (kamera)
RED kamera – najszybsza kamera świata skonstruowana przez doktora Andreasa Veltena i profesora Ramesha Raskara z Massachusetts Institute of Technology filmująca z prędkością  1012 klatek na sekundę. Pojedyncza klatka naświetlana jest w ciągu 1,71 pikosekundy. Dzięki tak ogromnej prędkości filmowania stało się możliwe uchwycenie w zwolnionym tempie przemieszczającego się promienia światła.